# Podosilis fissangula
Podosilis fissangula is een keversoort uit de familie soldaatjes (Cantharidae). De wetenschappelijke naam van de soort werd in 1890 gepubliceerd door Jules Bourgeois.